# Gustaf Bergmark
Gustaf Bergmark, född 15 mars 1881 i Alingsås, död 1951, var en svensk läkare och professor inom internmedicin och pediatrik. 
Bergmark blev student 1898, med. kandidat vid Karolinska institutet 1902, med. licentiat där 1906 och med. doktor vid Uppsala universitet 1909. Där förordnades han 1908 till docent i praktisk medicin samt utnämndes till professor 1916 i pediatrik och praktisk medicin och 1921 i praktisk medicin. Han utnämndes 1911 till intendent vid Medevi brunn. 
Bergmark studerade 1909–1910 invärtes medicin i Paris hos Widal, Huchard, Pierre Marie och Déjérine samt 1913–1914 pediatrik vid Toblers klinik i Breslau. Han var en framstående forskare i sitt fack, den invärtes medicinen, och publicerade i svenska och utländska tidskrifter ett stort antal arbeten. Dessa höll sig inom tre huvudområden: tuberkulos, ämnesomsättning (exempelvis Untersuchungen über die Ausnutzung rektal und intravenös eingeführten Traubenzuckers 1915) och nervpatologi (Bidrag till de cerebrala förlamningarnas symptomatologi, 1908, doktorsavhandling, samt Sensory disturbances from lesions in the oblongata and the pons 1921).
Bergmarks efterträdare på professuren i praktisk medicin i Uppsala var Erik Ask-Upmark. Han var far till Matts Bergmark.